# 멧누에나방
멧누에나방(학명: Bombyx mandarina)은 누에나방과의 나방이다. 날개 편 길이는 35~40mm이다. 누에나방과 닮았다. 몸과 날개의 바탕색은 회갈색에 올리브 빛이 난다. 수컷보다 암컷의 색상이 조금 옅다. 양잠업에 쓰려고 기르는 누에(Bombyx mori)의 원종 야생형으로 생각되고 있으며, 실제로 누에와의 사이에 잡종이 만들어진다. 산지의 낙엽 활엽수림 가장자리에서 살며, 애벌레는 주로 뽕나무나 산뽕나무 잎을 먹고, 뽕나무류 이외의 다른 식물의 잎도 먹는다. 5월 중순에서 11월까지 연 2회 발생한다. 밤에 불빛을 따라 날아온다. 한국, 일본(홋카이도), 중국(북부, 중부), 러시아 극동지역, 대만에 분포한다.